# Quincuncina burkei
Quincuncina burkei är en musselart som beskrevs av Walker 1922. Quincuncina burkei ingår i släktet Quincuncina och familjen målarmusslor. Inga underarter finns listade i Catalogue of Life.

## Bildgalleri

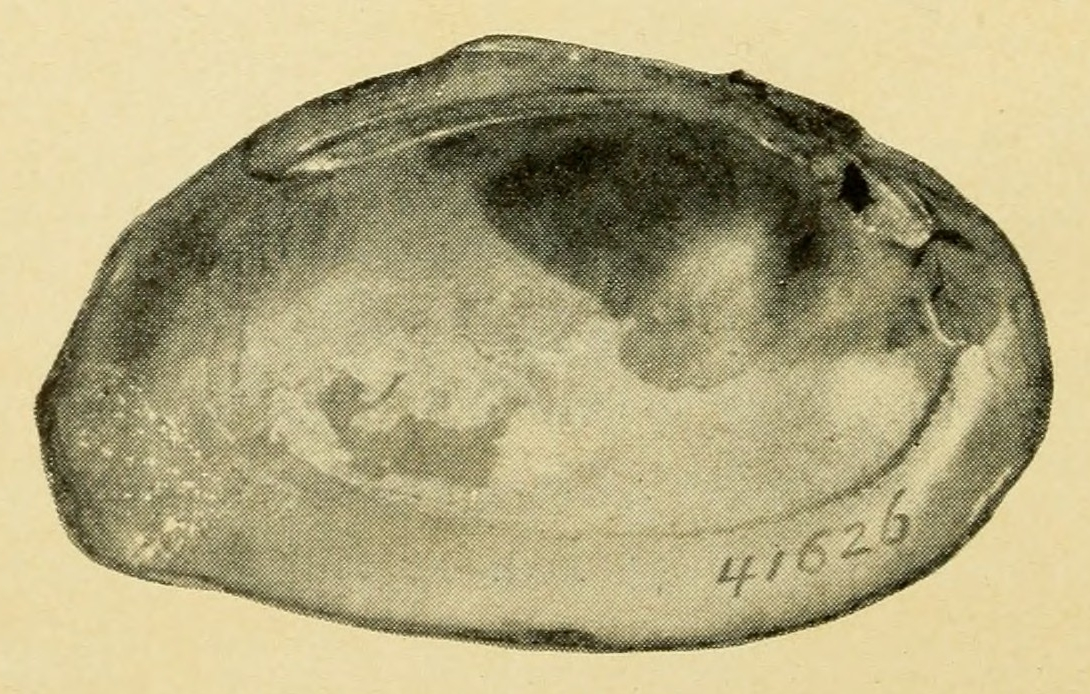